# معركة الدجيلة

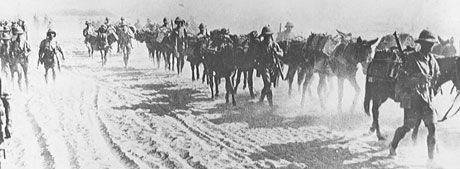

معركة الدجيلة جرت في 8 مارس 1916 بين القوات البريطانية والقوات العثمانية خلال الحرب العالمية الأولى. وكانت القوات العثمانية، التي يقودها كولمار فرايهر فون در غولتس، تحاصر الكوت، عندما حاولت قوة الإغاثة الأنغلو - الهندية، بقيادة الفريق فيث أيلر، التخفيف من المدينة. غير أن المحاولة باءت بالفشل، وفقد أيلمر 4,000 رجل.